# Леонід Кріц
Леонід Кріц (рос. Леонид Криц; нар. 26 лютого 1984, Москва) – німецький шахіст російського походження, гросмейстер від 2003 року.

## Шахова кар'єра
З правилами гри в шахи познайомився у 4 роки. Два роки по тому вступив до клубу "Спартак" і почав тренування. 1994 року виступив на чемпіонаті Європи серед юніорів до 10 років, який відбувся в Беїле-Херкулане, поділивши 5-6-те місце, тоді як у 1995 році представляв Росію на юнацькій олімпіаді до 16 років на Канарських Островах. У листопаді 1996 року його сім'я переїхала до Німеччини, і від наступного року він представляє на міжнародній арені цю країну. 1998 року здобув у Обергофі титул чемпіона Німеччини серед юніорів до 15 років, а у Шірке – бронзову медаль у категорії до 20 років. 1999 року досягнув у Орпезі одного з найбільших успіхів у кар'єрі, вигравши титул чемпіона світу серед юніорів до 16 років. 2000 року переміг на регулярному турнірі First Saturday у Будапешті (FS05 ЇМ), а також поділив 1-ше місце (разом із, зокрема, Крістофером Луцом, Ігорем Глеком, Володимиром Чучеловим, Левом Гутманом і Еріком Лоброном) у Бад-Цвестені. У 2001 році поділив 1-ше місце (разом з Флоріаном Єнні) в Цугу, тоді як у 2004 році поділив 1-ше місце (разом з Аркадієм Ротштейном, Вадимом Малахатьком і Едуардом Порпером) у Трізені і взяв участь у чемпіонат світу ФІДЕ, який відбувся в Триполі за олімпійською системою, де в 1-му раунді переміг Крішнана Сашікірана, але у 2-му поступився Рафаелеві Лейтао. У наступних роках досягнув низки успіхів, зокрема,  таких містах, як:
- Бад-Вісзе (2005, поділив 1-ше місце разом із, зокрема, Євгеном Постним, Аріком Брауном, Давідом Барамідзе і Александиром Делчевим),
- Любек (2005, посів 1-ше місце),
- Лас-Вегас (2006, поділив 1-ше місце разом з Деяном Античем і Робером Фонтеном),
- Біль (2006, open, поділив 1-місце разом з Бартошем Соцко, Борисом Аврухом і Лораном Фрессіне),
- Маастрихт (2007, посів 1-ше місце),
- Педбоді (2007, посів 1-ше місце),
- Аскона (2007, поділив 1-місце разом з Борисом Чаталбашевим і Вадимом Малахатьком),
- Лаббок (2008, поділив 1-місце разом з Варужаном Акопяном, Олександром Оніщуком і Пенталою Харікрішною),
- Біль (2010, поділив 1-місце разом із, зокрема, Олександром Рязанцевим і Надією Косинцевою),
- Ірвінг (2014, посів 1-ше місце)[4].

2004 року представляв Німеччину на шаховій олімпіаді в Кальвії, а у 2005 і 2007 роках – на командному чемпіонаті Європи.
Найвищий рейтинг Ело в кар'єрі мав станом на 1 вересня 2010 року, досягнувши 2624 очок займав тоді 5-те місце серед німецьких шахістів.